# Didier Platteau
Pour les articles homonymes, voir Platteau.
Didier Platteau, né le 9 novembre 1943 à Tournai (province de Hainaut), est un éditeur de bande dessinée belge, fondateur des Éditions Moulinsart.

## Biographie
Didier Platteau naît le 9 novembre 1943,,,. Il étudie à l'Institut des hautes études des communications sociales (IHECS) en section publicité-marketing. Il commence sa carrière professionnelle dans une agence de publicité qu'il quitte rapidement au profit de la presse économique. Puis, il fait le tour des éditeurs, en leur proposant d'y faire de la formation permanente mû par « le désir de faire de l'édition » et qu'il avait très vite compris qu'« il faut se former toute sa vie ». Il entre comme éditeur chez Casterman en 1972. À la faveur d'un renouveau managérial, Louis-Robert Casterman aux manettes, Louis Gérard directeur de la communication et Didier Platteau adjoint de Jean Debraine à la direction littéraire gagnent en importance dans l'entreprise.

### (À suivre)
Il publie La Ballade de la mer salée d’Hugo Pratt que l’on peut considérer comme le premier roman graphique publié en France, cet album reçoit le prix de la meilleure œuvre réaliste étrangère lors du Festival d'Angoulême 1976. Il faut créer un magazine d’un genre nouveau qui sera (À suivre) et qui permettra dès la fin des années 1970 à des auteurs de publier des histoires de plus de cent pages en noir et blanc et qui s’imposera durant deux décennies. Il explique la naissance du journal (À suivre) ainsi : « Ce prix et l’attention que la presse y a portée ont fait que le titre a démarré commercialement. [...] S’est alors posée la question : et après ? C’était la seule œuvre de cette nature. Nous avons réfléchi : Y auraient-ils d’autres auteurs qui auraient l’aptitude, le talent, la rapidité de travail aussi pour créer des œuvres de cette durée ? » 
Lors de la préparation du mensuel (À suivre) qui paraîtra de 1978 à 1997, il demande à Jacques Tardi, au milieu des années 1970, « d'imaginer une héroïne, les femmes de papier n'étaient pas nombreuses dans la bande dessinée francophone ».
Devenu directeur général des éditions puis président de Casterman France, Didier Platteau quittera cette maison en 1998, avant la faillite en désaccord avec la nouvelle direction. « Je pensais qu'il ne fallait pas garder l'imprimerie et l'édition dans une même maison car c'était deux métiers différents. »

### Foire du Livre de Bruxelles
De 1997 à 2006, il est président de l'ASBL Foire du Livre de Bruxelles. En 2007, lui succède l'écrivain Émile Lansman.

### Futuropolis
Il collabore à la relance de Futuropolis (Gallimard) à la fin des années 1990 avec deux albums réunissant un écrivain et un illustrateur, La Boîte noire (2000) de Benacquista et Ferrandez et La Débauche (2000) de Tardi et Pennac,,.
En 1999, Nick Rodwell, le second mari de Fanny Wlamynck, la seconde épouse d'Hergé, et Didier Platteau, créent les Éditions Moulinsart.
Il crée avec l’écrivaine Régine Vandamme la maison d’édition L'Estuaire en octobre 2004 qui publie des fictions illustrées (des carnets littéraires alliant romanesque et illustrations – photos, dessin, gravure - cessa de publier après quelques magnifiques titres et complicités écrivains-artistes comme Hervé Le Tellier et Xavier Gorce, ou Jean-Bernard Pouy et Joe G. Pinelli)… Aujourd’hui, directeur général des Éditions Moulinsart. En 2011, il est aussi le cofondateur du festival annuel de philosophie, « Les rencontres inattendues » à Tournai qui réunit la musique et la philosophie,. Il en sera commissaire jusqu'en 2020 et passe le relais au philosophe Laurent de Sutter.
En 2019, il lance le mook Tintin c'est l'aventure co-édité par Geo et Les Éditions Moulinsart,. En 2022, il est directeur éditorial au sein de Tintinimaginatio.

## Vie privée
Il est marié à Régine Vandamme. Il réside à Blandain, une section de Tournai. 

## Publications

### Albums de bande dessinée
- 1. Les Scorpions du désert[21], Casterman, Tournai, 1977
Scénario et dessin : Hugo Pratt - Couleurs : noir et blanc -  (ISBN 2-203-33203-4),contribution : Introduction de 7 pages de Didier Platteau : Hugo Pratt, le romancier de la bande dessinée.

#### Corto Maltese
- 2. Les Éthiopiques, Casterman, coll. « Les grands romans de la bande dessinée », Tournai, 1978
Scénario et dessin : Hugo Pratt - Couleurs : noir et blanc -  (ISBN 2-203-33205-0),Préface de Didier Platteau de 7 pages : 1916-1918 La corne de l'Afrique.
- 4. Corto Maltese en Sibérie, Casterman, coll. « les romans (A SUIVRE) », Tournai, 1979
Scénario et dessin : Hugo Pratt - Couleurs : noir et blanc -  (ISBN 2-203-33206-9),Préface de Didier Platteau de 8 pages.

#### Silence
- Didier Comès (préf. Henri Gougaud, postface Didier Platteau), Silence, Tournai, Casterman, 1980, 154 p. (ISBN 2-203-33403-7), p. 154

### Catalogues d'exposition
- Didier Comès. L'Éclat du noir profond[22], Fondation Roi Baudouin, Bruxelles, 10 décembre 2015
Scénario : Thierry Bellefroid, Olivier Grenson, Didier Platteau - Dessin : Didier Comès - Couleurs : noir et blanc -  (ISBN 978-94-923470-2-2)Didier Platteau, éditeur de Comès, y relate son expérience personnelle, celle de la naissance de Silence, un album ayant fait la célébrité de Comès. Thierry Bellefroid, vous invite à lui emboîter le pas dans l’univers intrigant de l’artiste. Olivier Grenson, dessinateur et auteur belge de bande dessinée, jette un regard d’expert sur l’œuvre, les techniques graphiques, l’écriture et la régie des images de Comès. Enfin, l’hommage artistique du dessinateur français Christophe Chabouté.

### Discours
- L'Auteur, l'éditeur et le lecteur[23] in La lettre d'information du ministre-président de l'exécutif de la Communauté Française, supplément au no 4, juin-juillet 1990, discours prononcé à l'occasion de l'installation du conseil du livre, Château de La Hulpe, 19 juin 1990.
- Fête du Livre 97, le Livre et ses métamorphoses[23], 30/31 mai 1997 : Programme détaillé ; texte du discours de Didier Platteau, Président de l'Appel ; dossier de presse du projet de Foire du Livre de Bruxelles en mars 1998.

#### Livres
: document utilisé comme source pour la rédaction de cet article.
- Jean-Louis Lechat, Un demi-siècle d’aventures t. 2 : 1970 - 1996, Bruxelles, Le Lombard, 5 décembre 1996, 224 p., ill. ; 31 cm (ISBN 280361233X, OCLC 37995939, BNF 37539082, présentation en ligne), p. 170. .
- Jacques Fiérain, « Platteau, Didier », dans La BD dans la province du Hainaut, Charleroi, Éd. l'Âge d'or, septembre 2006, 96 p., ill. ; 31 cm (ISBN 9782960046458 et 2960046455, OCLC 469651838, présentation en ligne), p. 83. .
- Gert Meesters, Sylvain Lesage (dir.), Tanguy Habrand et al., (À suivre) Archives d’une revue culte, Tours, Presses universitaires François-Rabelais, coll. « IconoTextes », décembre 2018, 360 p., ill. (ISBN 978-2-86906-682-3, présentation en ligne)
- Sylvain Lesage, L’effet livre. Métamorphoses de la bande dessinée, Tours, Presses universitaires François-Rabelais, coll. « IconoTextes », 2019, 432 p., ill. (ISBN 978-2-86906-720-2, présentation en ligne).

#### Périodiques
- « 3 questions à Didier Platteau », Trends-Tendances,‎ 29 août 2018 (lire en ligne, consulté le 12 avril 2024).

#### Articles
- M.-A.G., « 3 questions à Didier Platteau », La Libre Belgique,‎ 26 juillet 2004 (lire en ligne, consulté le 14 avril 2024).

### Émissions de télévision
- Didier Comès sur Sonuma, Gérard Corbiau (réalisateur), Didier Platteau (intervenant), Hugo Pratt (intervenant), Didier Comès (intervenant), Michèle Cédric (journaliste) Dites-moi (57 min 34 s), 29 juin 1996.
- L'invité du 18h : Didier Platteau, commissaire des Inattendues sur Notélé, (5 min 48 s), 31 août 2018.
- L'entretien du jour : Didier Platteau, commissaire du festival «Les Inattendues» sur Notélé, (5 min 39 s), 30 avril 2020.

### Vidéographie
- Texte - images sur Sonuma, Hergé, François Schuiten, Benoît Peeters, Claude Renard, Alain Goffin, Antonio Cossu, Philippe Foerster, Gérard Goffaux, Éric Poelaert, Louis Joos, Blaise Dehon, Thierry Van Hasselt, Didier Platteau, Pierre Pourbaix, Nicolas Vadot, Denis et Olivier Deprez (Intervenants), En toutes lettres - Texte - images, film de Guy Lejeune (scénario) et Miguel Rivière (interviews), diffusé sur la RTBF le 12 novembre 1994 (54 min 6 s).
- [vidéo] « Didier Platteau », sur YouTube
- [vidéo] « Didier Platteau parle de Michel Serres », sur YouTube
- [vidéo] « Un regard intime sur Didier Comès », sur YouTube
- [vidéo] « Samedi + : Tintin, c'est l'aventure », sur YouTube
- [vidéo] « Rencontre avec Didier Platteau à propos de "Tintin, c'est l'aventure" (Éditions GEO/Moulinsart) », sur YouTube